# Distrikt Ollaraya
Der Distrikt Ollaraya liegt in der Provinz Yunguyo in der Region Puno in Südost-Peru. Der Distrikt wurde am 7. Dezember 1984 gegründet. Er besitzt eine Fläche von 26,9 km². Beim Zensus 2017 wurden 2900 Einwohner gezählt. Im Jahr 1993 betrug die Einwohnerzahl 3542, im Jahr 2007 4644. Sitz der Distriktverwaltung ist die 3881 m hoch gelegene Ortschaft San Miguel de Ollaraya mit 425 Einwohnern (Stand 2017). San Miguel de Ollaraya befindet sich 11 km ostnordöstlich der Provinzhauptstadt Yunguyo.

## Geographische Lage
Der Distrikt Ollaraya befindet sich im Osten der Provinz Yunguyo. Er liegt im Süden der Copacabana-Halbinsel am Nordwestufer des Wiñaymarka, dem Südteil des Titicacasees.
Der Distrikt Ollaraya grenzt im Westen an den Distrikt Yunguyo, im Norden an Bolivien sowie im Osten an die Distrikte Tinicachi und Unicachi.

## Ortschaften
Im Distrikt gibt es neben dem Hauptort folgende größere Ortschaften:
- Patscachi